# Fernando Machado Soares
Fernando Machado Soares (* 3. September 1930 in São Roque do Pico, Azoren; † 7. Dezember 2014 in Almada) war ein portugiesischer Fado-Interpret (fadista).

## Leben
Machado Soares studierte in den 1950er Jahren Rechtswissenschaft an der Universität Coimbra. Neben dem Studium trat er als Sänger des klassischen Fado de Coimbra auf und nahm in dieser Zeit auch mehrere Schallplatten auf. Er gab Konzerte in ganz Portugal, aber auch in Brasilien und in den damaligen afrikanischen Kolonien Portugals. 1957 nahm er zusammen mit den Gitarristen Jorge Godinho und António Portugal sowie mit Manuel Pepe und Levi Baptista an den violas baixo (Bassgitarren) in Madrid eine Platte als Coimbra Quintet auf. Machado Soares gehörte als Sänger, aber auch als Komponist und Textautor zusammen mit Luís Goes und Zeca Afonso zu den wichtigsten Erneuerern des Fado de Coimbra.
Nach seinem Examen zog sich Machado Soares aus der Musik-Szene zurück, lediglich 1961 trat er im Rahmen einer Tournee durch die Vereinigten Staaten auf. Nach der Nelkenrevolution 1974 kehrte er auf die Bühne zurück und ging mehrfach auch international auf Tournee. Sein bekanntestes Lied und einer der bekanntesten Fados aus Coimbra ist die Balada da Despedida, sein Abschiedslied auf das Studentenleben.

## Diskographie
- Coimbra Tem Mais Encanto, 1976
- Le Fado de Coimbra, 1988
- O Melhor De 2 - Fernando Machado Soares / Luís Goes, 2001
- Fernando Machado Soares, 2006